# شيترانجادا سينغ
شيترانغادا سينغ (بالإنجليزية: Chitraganda Singh)‏ (ولدت في 30 أغسطس سنة 1976) هي ممثلة هندية ويعتبر مقامها الأول العمل في بوليوود، وقد لعبت دور البطولة في العديد من الأفلام إلى جانب ممثلين مرموقين مثل أكشاي كومار وجون أبراهام في فيلم ديزي بويز.

## حياتها المبكرة
ولدت شيترانغادا سينغ في جودبور التابعة لولاية راجستان، والدها يكون ضابط في الجيش الهندي وهو (العقيد نيرانجان سينغ)، وشقيقها يكون (ديجفيجاي سينغ) لاعب غولف . بعد دراستها في ميروت تخرجت وأخدت دبلوم في الطبخ (الغذاء والتغذية) من كلية (سيدة إيروين) المتواجدة في نيودلهي، وبعد ذلك تلقت تدريبا رسميا في رقص Kathak.

## حياتها الشخصية
كانت شيترانغادا متزوجة من لاعب الجولف (جيوتي راندهاو)، وقد انفصلت عنه في 2013 تم حصلت على طلاقها رسميا سنة 2014 بعدما استمر زواجهما 13 سنة، كذلك للزوجين السابقين ابن يدعى زوراوار. تم حصلت أمه الحصول على صلاحية تربيته والبقاء معها.

## قائمة أفلامها
| السنة | الفيلم                      | لغة الفيلم | دورها       | ملاحظات                                                                               |
| ----- | --------------------------- | ---------- | ----------- | ------------------------------------------------------------------------------------- |
| 2003  | Hazaaron Khwaishein Aisi    | الهندية    | Geeta Rao   | رشحت لجائزة (زي سيني) لأفضل مغنية لأول نرة رشحت لجائزة (أبسارا) لجائزة أفضل دو رئيسي. |
| 2005  | Kal: Yesterday and Tomorrow | الهندية    | بافانا      |                                                                                       |
| 2008  | Sorry Bhai!                 | الهندية    | عالية       |                                                                                       |
| 2011  | Yeh Saali Zindagi           | Hindi      | Priti       |                                                                                       |
| 2011  | ديزي بويز                   | Hالهندية   | تانيا شارما |                                                                                       |
| 2012  | جوكر (فيلم هندي)            | الهندية    | نفسها       | ظهور خاص في أغنية (كاغينارا)                                                          |
| 2013  | إنكار (فيلم هندي)           | الهندية    | مايا        | رشحت لجائزة الشاشة لأفضل ممثلة                                                        |
| 2013  | I, Me Aur Main              | الهندية    | أنزشكا      |                                                                                       |
| 2013  | Kirchiyaan                  | الهندية    | Prostitute  | صور من طرف شودير ميشرا                                                                |
| 2014  | Anjaan                      | التاميلية  | نفسها       | ظهور خاص                                                                              |
| 2015  | عودة جبار (فيلم هند)        | الهندية    | نفسها       | ضيفة شرف في أغنية (أو راجا)                                                           |
| 2016  | Babumoshai Bandookbaaz      | الهندية    |             |                                                                                       |

## وصلات خارجية
- شيترانجادا سينغ على موقع IMDb (الإنجليزية)
- شيترانجادا سينغ على موقع روتن توميتوز (الإنجليزية)
- شيترانجادا سينغ على موقع ديسكوغز (الإنجليزية)
- شيترانجادا سينغ على موقع قاعدة بيانات الفيلم (الإنجليزية)